# Noam Patel
Pour les articles homonymes, voir Patel.
Noam Raj Patel, né le 25 octobre 2002 à Wilrijk, est un gymnaste acrobatique belge.

## Carrière
Noam Patel est médaillé d'argent en duo masculin  ainsi que médaillé d'argent par équipes avec Robin Casse aux Championnats du monde de gymnastique acrobatique 2021 à Genève.